# Roßwein
Roßwein is een stad in de Duitse deelstaat Saksen, en maakt deel uit van de Landkreis Mittelsachsen.
Roßwein telt 7.410 inwoners. De stad ligt in het Middelsaksisch bergland, aan beide zijden van de Freiberger Mulde. De stad ligt circa 50 km ten westen van Dresden in de buurt van de steden Freiberg en Meißen.

## Stadsindeling
De stad bestaat uit de volgende ortsteilen:
| - Gleisberg - Grunau - Haßlau - Hohenlauft - Klinge - Littdorf | - Mahlitzsch - Naußlitz - Niederforst - Niederstriegis - Ossig - Otzdorf | - Roßwein (stad) - Seifersdorf - Ullrichsberg - Wettersdorf - Wetterwitz - Zweinig |

Altmittweida ·
Augustusburg ·
Bobritzsch-Hilbersdorf ·
Brand-Erbisdorf ·
Burgstädt ·
Claußnitz ·
Döbeln ·
Dorfchemnitz ·
Eppendorf ·
Erlau ·
Flöha ·
Frankenberg/Sa. ·
Frauenstein ·
Freiberg ·
Geringswalde ·
Großhartmannsdorf ·
Großschirma ·
Großweitzschen ·
Hainichen ·
Halsbrücke ·
Hartha ·
Hartmannsdorf ·
Jahnatal ·
Königsfeld ·
Königshain-Wiederau ·
Kriebstein ·
Leisnig ·
Leubsdorf ·
Lichtenau ·
Lichtenberg ·
Lunzenau ·
Mittweida ·
Mochau ·
Mühlau ·
Mulda/Sa. ·
Neuhausen/Erzgeb. ·
Niederstriegis ·
Niederwiesa ·
Oberschöna ·
Oederan ·
Penig ·
Rechenberg-Bienenmühle ·
Reinsberg ·
Rochlitz ·
Rossau ·
Roßwein ·
Sayda ·
Seelitz ·
Striegistal ·
Taura ·
Waldheim ·
Wechselburg ·
Weißenborn/Erzgeb. ·
Zettlitz ·
Ziegra-Knobelsdorf